# Rhithrogena bogoescui
Rhithrogena bogoescui is een haft uit de familie Heptageniidae. De wetenschappelijke naam van de soort is voor het eerst geldig gepubliceerd in 1987 door Sowa & Degrange.
De soort komt voor in het Palearctisch gebied.